# Emil Breitkreutz
Emil William Breitkreutz (né le 16 novembre 1883 à Wausau et décédé le 3 mai 1972 à San Gabriel) est un athlète américain spécialiste du 800 mètres. Il était affilié au Milwaukee Athletic Club.

## Biographie

### Palmarès
| Date | Compétition           | Lieu        | Résultat | Épreuve    | Performance  |
| ---- | --------------------- | ----------- | -------- | ---------- | ------------ |
| 1904 | Jeux olympiques d'été | Saint-Louis | 3e       | 800 mètres | 1 min 56 s 4 |

### Records
| Épreuve    | Performance  | Lieu | Date |
| ---------- | ------------ | ---- | ---- |
| 800 mètres | 1 min 56 s 3 |      | 1904 |